# حادثة (مغنية)
حادثة آتشغوز (بالتركية: Hadise Açıkgöz)‏ (يُلفظ: حادثة آچكگوز)؛ المعروفة اختصارًا بـحادثة (بالتركية: Hadise)‏ (يُلفظ بالتركية الحديثة: هاديسَه) أو هاديسا (مواليد 21 أكتوبر 1985 في مول، بلجيكا)؛ مغنية، كاتبة أغاني، راقصة ومقدمة برامج تركية-بلجيكية من أصل شركسي. بدأت مسيرتها الفنية بعد مشاركتها في مسابقة الغناء البلجيكية أيدول 2003، ثم تمكنت من اطلاق أول ألبوم لها سنة 2005 بعنوان «سوييت».
شاركت حادثة بالعديد من البرامج الغنائية كان أبرزها حكم في برنامج الغناء ذا فويس النسخة التركية منذ 2011، كما وشاركت في برنامج إكس فاكتور بنسخته البلجيكية.

## المهنة الموسيقية
بدأ اهتمام (حادثة) بالموسيقى مُنذ صِغرها، حيث كانت تدرس الاقتصاد واللغات المعاصرة. فهي تتحدث بطلاقة الإنكليزية والتركية والهولندية والفرنسية والألمانية. شاركت في 'بوب أيدوول' النسخة الفلمنكية من سوبر ستار، وعلى الرغم من أنها لم تتأهل للنهائيات إلا أنها جذبت أنظار (جوهان هندريكس) الذي كان سيصبح مدير أعمالها المستقبلي حيث تلقت إتصالاً منه وقال لها أنها أثارت إعجابه بشدة.
 منذ عام 2011 حتى الآن وحادثة عضو في لجنة تحكيم برنامج (هذا صوت تركيا) (O Ses Türkiye) النسخة التركية من برنامج (The Voice) الأميركي.

### الألبومات
أصدرت حادثة حتى الآن سبعة ألبومات وهي:
- 2005: عرق (بالإنجليزية: Sweat)‏
- 2008: حادثة (بالإنجليزية: Hadise)‏
- 2009: حياة سريعة (بالإنجليزية: Fast Life)‏
- 2009: قهرمان (بالتركية: Kahraman)‏: وكان هذا أول ألبوم صدر كاملاً باللغة التركية.
- 2011: ما هو مقاس العشق؟ (بالتركية: Aşk Kaç Beden Giyer?)‏ (يلفظ: آشك كاچ بدن گييَر؟)
- 2014: توصية (بالتركية: Tavsiye)‏ (يلفظ: توصية)
- 2017: بطلة (بالتركية: Şampiyon)‏ (يُلفظ: شامبيون)

### الأغاني المنفردة
- 2004: عرق (Sweat)
- 2005: أثرني (Stir Me Up)
- 2005: فتاة حليب وشوكولا (Milk Chocolate Girl)
- 2006: فتى شقي (Bad Boy)
- 2007: قبلة جيدة (A Good Kiss)
- 2008: جسدي (My Body)
- 2008: رجلي والشيطان على كتفيه (My Man and the Devil on His Shoulder)
- 2008: فتى مجنون (Deli Oğlan)
- 2008: مدمنة على الحب (Aşkkolik)
- 2009: دوم تك تك (Düm Tek Tek)
- 2009: يجب أن نتزوج (Evlenmeliyiz)
- 2009: حياة سريعة (Fast Life)
- 2014: أين أنت يا عشيفي (Nerdesin Aşkım)
- 2014: أميرة (Prenses)
- 2015: يوم صيفي (Yaz Günü)
- 2017: التسامح صفر (Sıfır Tolerans)
- 2018: لدينا فرق (Farkimiz Var)
- 2019: قال عشق (Aşk Dediğin)
- 2019: آتية إلى جانبك (Geliyorum Yanına)
- 2020 : طريق صغير (kucuk bir yol)

### مسابقة الأغنية الأوروبية عام 2009
شاركت هديسا بمسابقة الأغنية الأوروبية عام 2009 ومثلت تركيا بأغنيتها دوم تك تك واحتلت المركز الرابع.

## ذا فويس تركيا
حادثة عضو في لجنة حكّام ذا فويس تركيا (O Ses Türkiye) منذ عام 2011-2020.

## وصلات خارجية
- حادثة على موقع IMDb (الإنجليزية)
- حادثة على موقع ميوزك برينز (الإنجليزية)
- حادثة على موقع أول ميوزيك (الإنجليزية)
- حادثة على موقع ديسكوغز (الإنجليزية)